# 菲约莱讷
菲约莱讷（法語：Fieulaine，法語發音：[fjœlɛn]）是法国上法蘭西大區埃纳省的一个市镇，属于圣康坦区。

## 地理
菲约莱讷（49°53'57"N, 3°26'55"E）面积7.74 平方千米，位于法国上法蘭西大區埃纳省，该省份为法国北部内陆省份，北起北部省，西接索姆省和瓦兹省，东临阿登省和马恩省，西南至塞纳-马恩省，东北部与比利时接壤。
与菲约莱讷接壤的市镇（或旧市镇、城区）包括：贝尔诺、埃塔沃和博基欧、丰索姆、方丹圣母村、蒙蒂尼-昂纳鲁艾斯。

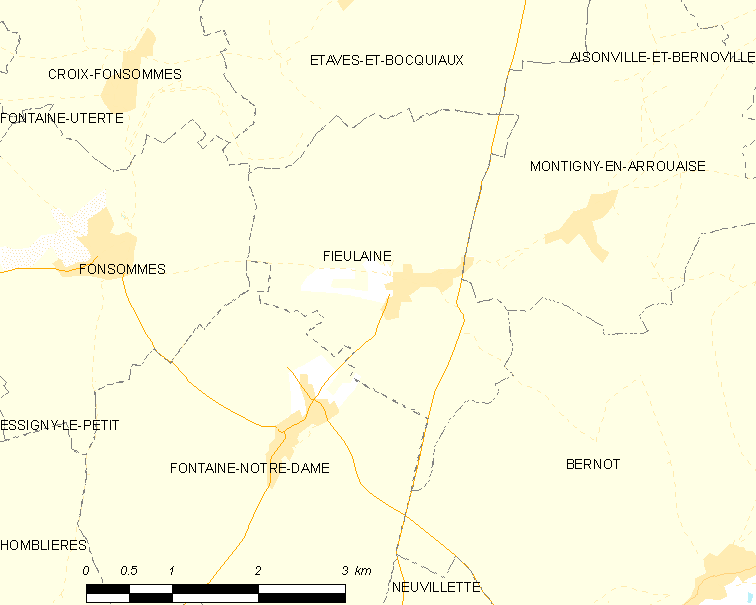
菲约莱讷的OSM定位图

菲约莱讷的时区为UTC+01:00、UTC+02:00（夏令时）。

## 行政
菲约莱讷的邮政编码为02110，INSEE市镇编码为02310。

## 政治
菲约莱讷所属的省级选区为圣康坦第二县。

## 人口

1962-2008年间菲约莱讷人口变化图示

菲约莱讷于2022年1月1日时的人口数量为249人。